# یشایاهو گاویش
یشایاهو گاویش (انگلیسی: Yeshayahu Gavish; ۲۵ اوت ۱۹۲۵ – ۳ اکتبر ۲۰۲۴) سرلشکر نیروهای دفاعی اسرائیل بود، که در فاصله سال‌های ۱۹۶۵ تا ۱۹۶۹ به‌عنوان فرمانده ستاد فرماندهی جنوبی اسرائیل فعالیت می‌کرد.
گاویش فعالیت نظامی را از سال ۱۹۴۳ در پالماخ آغاز کرد و پس از شکل‌گیری ارتش اسرائیل، فعالیت در این سازمان را ادامه داد. او در طول دوران نظامی خود، حمله اسرائیل به نیروهای مصری در سینا را در طول جنگ شش روزه رهبری کرد. اگرچه این عملیات زمینی بسیار موفقیت‌آمیز بود، فرماندهان لشکرهای زیرمجموعه او؛ اسرائیل تال، آوراهام یوفه و آریل شارون، بیشتر از او مورد تحسین قرار گرفتند.